# So Cruel
Pistes de Achtung Baby
Who's Gonna Ride Your Wild Horses
(5) The Fly
(7)
So Cruel est une chanson du groupe de rock irlandais U2. Elle est produite par le Canadien Daniel Lanois et enregistrée par l'Anglais Flood. C'est le sixième morceau de leur septième album Achtung Baby, publié en novembre 1991, concluant la première face de l'album. Thématiquement, la chanson parle d'amour non partagé, de jalousie, d'obsession et de possessivité. Le morceau a été repris en 2011 par le groupe Depeche Mode, dans un album hommage à Achtung Baby intitulé AHK-toong BAY-bi Covered et a été bien reçu par la critique.

## Musique
D'après Flood, « tout a commencé par un morceau d'accompagnement très simple. La basse joue, mais en studio on l'a trafiquée pour en changer l'accent. On a ainsi obtenu quelque chose d'unique, qui s'harmonise avec la chanson. Pour ce morceau, la technologie dont nous disposions était cruciale pour obtenir le produit fini. » 

 À noter que la duchesse Nell Catchpole a été invitée à jouer du violon et de l’alto pour la chanson.

## La chanson racontée par Bono
« So Cruel  est plus ou moins ma chanson. Une nuit, à Dogtown, j'ai pris ma guitare et j'ai commencé à chanter. Les gens pensaient que c'était trop traditionnel, encore une chanson pour Roy Orbison, mais Flood a trouvé un moyen de bien l'intégrer à l'album. »

## Thématique et réception
So Cruel est la triste complainte d'un amoureux éconduit, mais qui est toujours amoureux de sa persécutrice. Les paroles de Bono abordent, entre autres, les thèmes déchirants du divorce. Le guitariste The Edge s'était séparé, début 1990, de sa femme Aislinn O'Sullivan et cela planait comme un nuage au fil des sessions. « C'était l'une des choses les plus tristes », a déclaré Bono plus tard au magazine Rolling Stone. 
So Cruel n’est pas une chanson très populaire et n’a eu droit en tout et pour tout qu’à quatre interprétations lors du Zoo TV Tour. C’est pourtant un morceau typique d'Achtung Baby, une ballade mélancolique et sombre au possible qui nous renvoie aux doutes et aux difficultés connues à l’époque par le groupe, notamment par The Edge dans sa vie de couple. En 2011, Depeche Mode a repris la chanson dans un album hommage à Achtung Baby et Martin Gore dira : « So Cruel est Bono à son meilleur, en termes de mots ».